# قلقرة

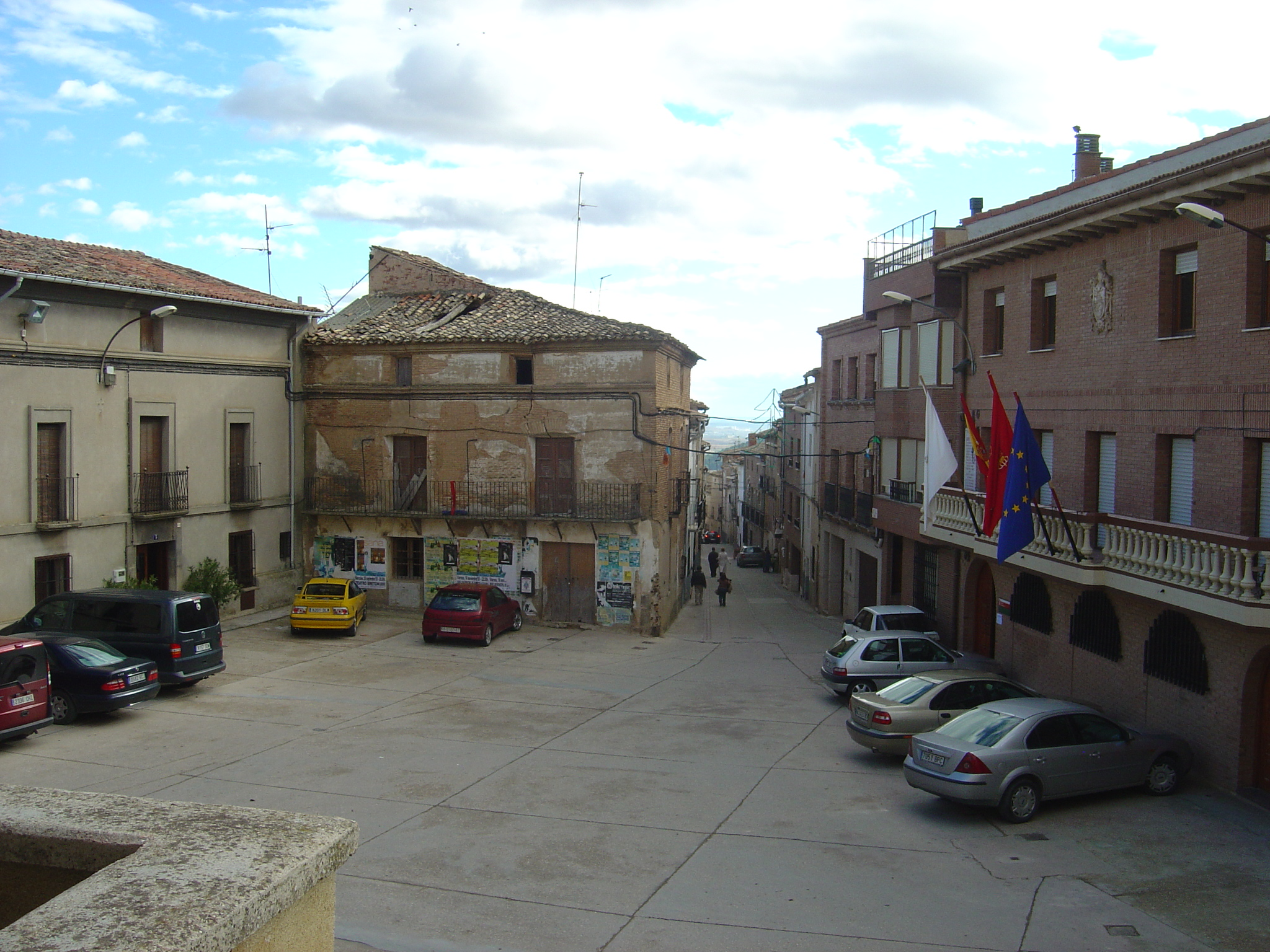
قلقرة

قلقرة هي مدينة وبلدية تقع في مقاطعة ومجتمع مستقل في نبرة شمال إسبانيا .